# Danh sách tiểu hành tinh: 27401–27500
| Tên              | Tên đầu tiên | Ngày phát hiện      | Nơi phát hiện | Người phát hiện |
| ---------------- | ------------ | ------------------- | ------------- | --------------- |
| 27401 -          | 2000 EH107   | 6 tháng 3 năm 2000  | Haleakala     | NEAT            |
| 27402 -          | 2000 EZ108   | 8 tháng 3 năm 2000  | Socorro       | LINEAR          |
| 27403 -          | 2000 EP111   | 8 tháng 3 năm 2000  | Haleakala     | NEAT            |
| 27404 -          | 2000 EU112   | 9 tháng 3 năm 2000  | Socorro       | LINEAR          |
| 27405 -          | 2000 EX112   | 9 tháng 3 năm 2000  | Socorro       | LINEAR          |
| 27406 -          | 2000 EA114   | 9 tháng 3 năm 2000  | Socorro       | LINEAR          |
| 27407 -          | 2000 ES122   | 11 tháng 3 năm 2000 | Anderson Mesa | LONEOS          |
| 27408 -          | 2000 EJ125   | 11 tháng 3 năm 2000 | Anderson Mesa | LONEOS          |
| 27409 -          | 2000 EJ135   | 11 tháng 3 năm 2000 | Anderson Mesa | LONEOS          |
| 27410 -          | 2000 EO136   | 12 tháng 3 năm 2000 | Socorro       | LINEAR          |
| 27411 -          | 2000 EF137   | 13 tháng 3 năm 2000 | Socorro       | LINEAR          |
| 27412 Teague     | 2000 EY137   | 10 tháng 3 năm 2000 | Catalina      | CSS             |
| 27413 -          | 2000 EW138   | 11 tháng 3 năm 2000 | Catalina      | CSS             |
| 27414 -          | 2000 EY139   | 12 tháng 3 năm 2000 | Catalina      | CSS             |
| 27415 -          | 2000 EO145   | 3 tháng 3 năm 2000  | Catalina      | CSS             |
| 27416 -          | 2000 EN147   | 4 tháng 3 năm 2000  | Catalina      | CSS             |
| 27417 -          | 2000 EN148   | 4 tháng 3 năm 2000  | Catalina      | CSS             |
| 27418 -          | 2000 ET151   | 6 tháng 3 năm 2000  | Haleakala     | NEAT            |
| 27419 -          | 2000 EX153   | 6 tháng 3 năm 2000  | Haleakala     | NEAT            |
| 27420 -          | 2000 EF158   | 12 tháng 3 năm 2000 | Anderson Mesa | LONEOS          |
| 27421 -          | 2000 EK164   | 3 tháng 3 năm 2000  | Socorro       | LINEAR          |
| 27422 -          | 2000 ET170   | 5 tháng 3 năm 2000  | Socorro       | LINEAR          |
| 27423 -          | 2000 EM177   | 3 tháng 3 năm 2000  | Catalina      | CSS             |
| 27424 -          | 2000 EB186   | 1 tháng 3 năm 2000  | Kitt Peak     | Spacewatch      |
| 27425 -          | 2000 EP198   | 1 tháng 3 năm 2000  | Catalina      | CSS             |
| 27426 -          | 2000 EP199   | 1 tháng 3 năm 2000  | Catalina      | CSS             |
| 27427 -          | 2000 FE1     | 31 tháng 3 năm 2000 | Farpoint      | Farpoint        |
| 27428 -          | 2000 FD5     | 29 tháng 3 năm 2000 | Oizumi        | T. Kobayashi    |
| 27429 -          | 2000 FL8     | 28 tháng 3 năm 2000 | Farpoint      | Farpoint        |
| 27430 -          | 2000 FD12    | 28 tháng 3 năm 2000 | Socorro       | LINEAR          |
| 27431 -          | 2000 FM25    | 27 tháng 3 năm 2000 | Anderson Mesa | LONEOS          |
| 27432 -          | 2000 FO27    | 27 tháng 3 năm 2000 | Anderson Mesa | LONEOS          |
| 27433 -          | 2000 FM32    | 29 tháng 3 năm 2000 | Socorro       | LINEAR          |
| 27434 -          | 2000 FJ35    | 29 tháng 3 năm 2000 | Socorro       | LINEAR          |
| 27435 -          | 2000 FZ35    | 29 tháng 3 năm 2000 | Socorro       | LINEAR          |
| 27436 -          | 2000 FA37    | 29 tháng 3 năm 2000 | Socorro       | LINEAR          |
| 27437 -          | 2000 FB38    | 29 tháng 3 năm 2000 | Socorro       | LINEAR          |
| 27438 -          | 2000 FM38    | 29 tháng 3 năm 2000 | Socorro       | LINEAR          |
| 27439 -          | 2000 FW38    | 29 tháng 3 năm 2000 | Socorro       | LINEAR          |
| 27440 -          | 2000 FD39    | 29 tháng 3 năm 2000 | Socorro       | LINEAR          |
| 27441 -          | 2000 FN47    | 29 tháng 3 năm 2000 | Socorro       | LINEAR          |
| 27442 -          | 2000 FT48    | 30 tháng 3 năm 2000 | Socorro       | LINEAR          |
| 27443 -          | 2000 FH49    | 30 tháng 3 năm 2000 | Socorro       | LINEAR          |
| 27444 -          | 2000 FL49    | 30 tháng 3 năm 2000 | Socorro       | LINEAR          |
| 27445 -          | 2000 FB57    | 30 tháng 3 năm 2000 | Catalina      | CSS             |
| 27446 -          | 2000 FJ60    | 29 tháng 3 năm 2000 | Socorro       | LINEAR          |
| 27447 -          | 2000 GH5     | 4 tháng 4 năm 2000  | Socorro       | LINEAR          |
| 27448 -          | 2000 GQ6     | 4 tháng 4 năm 2000  | Socorro       | LINEAR          |
| 27449 -          | 2000 GD14    | 5 tháng 4 năm 2000  | Socorro       | LINEAR          |
| 27450 -          | 2000 GV16    | 5 tháng 4 năm 2000  | Socorro       | LINEAR          |
| 27451 -          | 2000 GE20    | 12 tháng 4 năm 2000 | Socorro       | LINEAR          |
| 27452 -          | 2000 GS25    | 5 tháng 4 năm 2000  | Socorro       | LINEAR          |
| 27453 -          | 2000 GN26    | 5 tháng 4 năm 2000  | Socorro       | LINEAR          |
| 27454 -          | 2000 GM27    | 5 tháng 4 năm 2000  | Socorro       | LINEAR          |
| 27455 -          | 2000 GM29    | 5 tháng 4 năm 2000  | Socorro       | LINEAR          |
| 27456 -          | 2000 GK35    | 5 tháng 4 năm 2000  | Socorro       | LINEAR          |
| 27457 -          | 2000 GP39    | 5 tháng 4 năm 2000  | Socorro       | LINEAR          |
| 27458 -          | 2000 GC42    | 5 tháng 4 năm 2000  | Socorro       | LINEAR          |
| 27459 -          | 2000 GR42    | 5 tháng 4 năm 2000  | Socorro       | LINEAR          |
| 27460 -          | 2000 GW42    | 5 tháng 4 năm 2000  | Socorro       | LINEAR          |
| 27461 -          | 2000 GL49    | 5 tháng 4 năm 2000  | Socorro       | LINEAR          |
| 27462 -          | 2000 GJ55    | 5 tháng 4 năm 2000  | Socorro       | LINEAR          |
| 27463 -          | 2000 GR58    | 5 tháng 4 năm 2000  | Socorro       | LINEAR          |
| 27464 -          | 2000 GE59    | 5 tháng 4 năm 2000  | Socorro       | LINEAR          |
| 27465 -          | 2000 GB62    | 5 tháng 4 năm 2000  | Socorro       | LINEAR          |
| 27466 -          | 2000 GJ65    | 5 tháng 4 năm 2000  | Socorro       | LINEAR          |
| 27467 -          | 2000 GF69    | 5 tháng 4 năm 2000  | Socorro       | LINEAR          |
| 27468 -          | 2000 GC71    | 5 tháng 4 năm 2000  | Socorro       | LINEAR          |
| 27469 -          | 2000 GN72    | 5 tháng 4 năm 2000  | Socorro       | LINEAR          |
| 27470 -          | 2000 GT72    | 5 tháng 4 năm 2000  | Socorro       | LINEAR          |
| 27471 -          | 2000 GG76    | 5 tháng 4 năm 2000  | Socorro       | LINEAR          |
| 27472 -          | 2000 GP76    | 5 tháng 4 năm 2000  | Socorro       | LINEAR          |
| 27473 -          | 2000 GV78    | 5 tháng 4 năm 2000  | Socorro       | LINEAR          |
| 27474 -          | 2000 GB83    | 2 tháng 4 năm 2000  | Socorro       | LINEAR          |
| 27475 -          | 2000 GQ85    | 3 tháng 4 năm 2000  | Socorro       | LINEAR          |
| 27476 -          | 2000 GS85    | 3 tháng 4 năm 2000  | Socorro       | LINEAR          |
| 27477 -          | 2000 GT85    | 3 tháng 4 năm 2000  | Socorro       | LINEAR          |
| 27478 -          | 2000 GB86    | 4 tháng 4 năm 2000  | Socorro       | LINEAR          |
| 27479 -          | 2000 GF88    | 4 tháng 4 năm 2000  | Socorro       | LINEAR          |
| 27480 -          | 2000 GV88    | 4 tháng 4 năm 2000  | Socorro       | LINEAR          |
| 27481 -          | 2000 GS91    | 4 tháng 4 năm 2000  | Socorro       | LINEAR          |
| 27482 -          | 2000 GA92    | 4 tháng 4 năm 2000  | Socorro       | LINEAR          |
| 27483 -          | 2000 GN93    | 5 tháng 4 năm 2000  | Socorro       | LINEAR          |
| 27484 -          | 2000 GN94    | 5 tháng 4 năm 2000  | Socorro       | LINEAR          |
| 27485 -          | 2000 GO94    | 5 tháng 4 năm 2000  | Socorro       | LINEAR          |
| 27486 -          | 2000 GQ95    | 6 tháng 4 năm 2000  | Socorro       | LINEAR          |
| 27487 -          | 2000 GU96    | 6 tháng 4 năm 2000  | Socorro       | LINEAR          |
| 27488 -          | 2000 GM98    | 7 tháng 4 năm 2000  | Socorro       | LINEAR          |
| 27489 -          | 2000 GW99    | 7 tháng 4 năm 2000  | Socorro       | LINEAR          |
| 27490 -          | 2000 GS102   | 7 tháng 4 năm 2000  | Socorro       | LINEAR          |
| 27491 -          | 2000 GC104   | 7 tháng 4 năm 2000  | Socorro       | LINEAR          |
| 27492 -          | 2000 GN104   | 7 tháng 4 năm 2000  | Socorro       | LINEAR          |
| 27493 -          | 2000 GU105   | 7 tháng 4 năm 2000  | Socorro       | LINEAR          |
| 27494 -          | 2000 GW108   | 7 tháng 4 năm 2000  | Socorro       | LINEAR          |
| 27495 -          | 2000 GD114   | 7 tháng 4 năm 2000  | Socorro       | LINEAR          |
| 27496 -          | 2000 GC125   | 7 tháng 4 năm 2000  | Socorro       | LINEAR          |
| 27497 -          | 2000 GF125   | 7 tháng 4 năm 2000  | Socorro       | LINEAR          |
| 27498 -          | 2000 GH125   | 7 tháng 4 năm 2000  | Socorro       | LINEAR          |
| 27499 -          | 2000 GW125   | 7 tháng 4 năm 2000  | Socorro       | LINEAR          |
| 27500 Mandelbrot | 2000 GW132   | 12 tháng 4 năm 2000 | Prescott      | P. G. Comba     |